# Émile Parfait Simb
Émile Parfait Simb (né le 1er mars 1983) est un homme d'affaires camerounais.
Entrepreneur controversé, Émile Simb est le PDG fondateur des sociétés Simb Group et Global Investment Trading (GIT) accusées d'opérations financières irrégulières ou frauduleuses par les gendarmes financiers de plusieurs pays et par des entreprises de la cryptomonnaie.
Il est poursuivi pour escroquerie au Cameroun. Des plaintes pour fraude massive ont été déposés à son encontre par ses clients en Amérique du Nord,, et en Europe. Toutefois, Simb peut compter sur le soutien de responsables politiques de premier plan, notamment le président centrafricain Faustin-Archange Touadéra, le conseiller du Président Touadéra, Joel Nkouemo, le député camerounais Cabral Libii et la militante décoloniale Nathalie Yamb,.
Le nombre de ses victimes est estimé à 300 000 personnes, d’une quarantaine de nationalités différentes. Ce qu’il a pris aux souscripteurs est l’équivalent de la moitié du budget du Cameroun estimé en 2024 à 6 740 milliards FCFA, soit 10,2 milliards d’euros.

## Biographie

### Enfance, formations et débuts
Émile Parfait Simb est né le 1er mars 1983 à Douala. Il grandit dans un village près de Makak dans un environnement pauvre. Il fréquente le Lycée de Makak, puis obtient son master en administration des systèmes serveurs et réseaux informatiques, mention passable, de l'Institut supérieur des Technologies et du Design industriel (ISTDI) à Douala.

### Carrière

#### Enseignant en informatique
Il commence à travailler comme moto-taxi à Douala, la capitale économique camerounaise. Il est ensuite engagé comme ensuite comme DJ à La Mandarine, un club du quartier de Bonapriso.
Émile Parfait Simb commence sa carrière professionnelle à 24 ans en tant qu'enseignant d'informatique vacataire au lycée, fonction qu'il exerce pendant 8 ans.

#### Promotion d'entreprises et services informatiques
À partir de 2014, il est prestataire de service en informatique et travaille parallèlement comme promoteur pour diverses entreprises.

#### Rôles politiques
En novembre 2021, il se rapproche du gouvernement centrafricain et prend le poste de conseiller spécial de Simplice Sarandji, qui préside alors l'Assemblée nationale. Il est depuis porteur d’un passeport diplomatique centrafricain. Il est considéré par plusieurs observateurs comme inspirateur de l’adoption du bitcoin comme monnaie légale en République centrafricaine.
Selon une enquête du média Afrique XXI que ce dernier aurait financé la campagne électorale de Touadéra en 2020. En échange, le candidat sortant, qui a été réélu pour un deuxième mandat, lui aurait offert des mines d’or et de diamants dans son pays. Pour les exploiter, Émile Parfait Simb entre en contact avec un cabinet de conseil français, Lozé & Partners. En janvier 2023, Émile Parfait Simb dirige une association appelée « organisation africaine pour la russophonie.

## Simb Group
Après ses premiers investissements fructueux dans le monde des cryptomonnaies, Émile Parfait Simb crée la société Global Crypto Currencies Trading en 2016, puis en 2017 Global Investment Trading, et Simb Portal en 2018. Ces sociétés font partie du Simb Group dont M. Simb est le PDG.
Le groupe opère en Asie et en Afrique (notamment au Cameroun, mais aussi au Burkina Faso et à Madagascar) et en Amérique du Nord. Il propose principalement des placements financiers à haut rendement dans les cryptomonnaies, des activités de trading et de la vente multiniveaux. Ses produits phares sont le Liyeplimal, et les cryptomonnaies LimoCoin et SimbCoin.

### Liyeplimal et LimoCoin
Liyeplimal (« la pauvreté est finie » en langue Bassa du Cameroun), est un programme d'investissement à haut rendement où des packs d'investissement sont acquis par parrainage,,,. Initialement libellés en dollars américains, les investissements sont convertis début 2020 en une monnaie propre à Liyeplimal, appelée Limo ou encore Limo Dollar. Cette monnaie sert comme unité d'échange entre souscripteurs, avec un cours de retrait fixé à 600 XAF (environ 0,95 USD), et un cours d'achat de 800 XAF en 2020, puis de 1000 XAF en 2021. Sur demande, les souscripteurs de Liyeplimal peuvent disposer de leurs fonds via une carte Visa UBA prépayée ou Orange Money,.
En décembre 2021, la société GIT annonce le remplacement des Limo Dollars par une cryptomonnaie préminée, le LimoCoin Swap (LMCSWAP ou encore Limo 2.0), évoluant sur les blockchains d'Ethereum et de Binance, à raison de 1 LimoCoin pour 1 Limo Dollar. Dans son livret blanc, GIT annonce l'emission de 3650 millions de LimoCoin préminés aux valeurs initiales de 1 USD par token, ce qui correspond à une valeur totale de 3.65 milliards de dollars. GIT justifie cette somme en revendiquant 200 000 souscripteurs avec un investissement moyen de 1800 USD par souscripteur, soit un apport de fond total de 365 millions de dollars, équivalent, selon l'entreprise, à une capitalisation de marché d'au moins 10 fois cette somme.
Dans un communiqué, GIT annonce un changement de smart contract pour le 12 décembre 2021, à 18h, à la suite d'une « erreur technique » et de l'ouverture des échanges au grand public pour le lendemain. Dès l'ouverture du marché, le LimoCoin perd 60% par rapport à sa valeur garantie et se négocie aux alentours de 0,40 USD. Puis, les 26/27 décembre 2021, le LimoCoin chute de nouveau violemment pour ne valoir plus que quelques centimes de dollars, dépréciation qui est rapportée par la presse en février 2022,. Le 21 février 2022, lors d'une interview télévisée sur la chaîne camerounaise Canal 2, M. Simb annonce la fin des possibilités de retraits existantes et au cours garanti de 600 XAF, laissant aux souscripteurs comme seule possibilité l'échange sur une plateforme du marché. Début mars 2022, le LimoCoin se négociait aux alentours de 0.02 USD.

### SimbCoin
SimbCoin est une cryptomonnaie reposant sur la technologie ERC-20 d'Ethereum. Ses volumes et cours sont listés sous Latoken, et CoinMarketCap. En juillet 2021, la quasi-totalité des SimbCoin est concentrée dans une dizaine de portefeuilles de crypto-monnaie. Le cours du SimbCoin passe de 1,20 dollars américains début 2021 à quelques centimes en 2022.

### Global TV
Emile Parfait Simb a créé plusieurs médias. C’est le cas des sites internet Russafrik.info, la voix du Koat et Lacemac.info, dont les contenus sont rédigés par des équipes installées au Bénin et certains articles par Simb lui-même. Il a aussi crée la chaîne de télévision, Global TV, qui émettait depuis Douala. Mais l’aventure tourne court. Endettée à hauteur de 700 000 euros, la chaîne cesse d’émettre en 2023. La totalité des employés de la chaîne de télévision, installée dans la capitale économique du Cameroun, ne peut plus pénétrer dans les locaux. Morgan Palmer le dirigeant de la chaîne a porté plainte contre Emile Parfait Simb pour « escroquerie », « abus de confiance » et « entrave à la liberté de travail ». Il lui réclame 568 000 euros.

## Controverses

### Promoteur pour réseaux Ponzi
Dans le passé, Émile Parfait Simb a été promoteur pour plusieurs sociétés proposant des investissements à haut rendement accusées de fonctionner en pyramide de Ponzi. Parmi ces sociétés figurent Game Loot Network, MGlobally,, Questra World, LEOCoin et BeOnPush. Avec le Liyeplimal, Émile Parfait Simb est accusé de reproduire une escroquerie pyramidale,,,, à la Bernard Madoff - ce qu'il dément.

### Manque d'agréments et accusations d'irrégularité contre GIT

#### Cameroun
Global Investment Trading est cité dans un communiqué du ministre des finances du Cameroun paru en octobre 2020. Le document appelle 17 organismes, dont Global Investment Trading(GIT) et Global Crypto Currencies Trading du Simb Group, à « cesser immédiatement leurs opérations de collecte illégales des fonds » et à « arrêter toute forme de publication, communication ou publicité en rapport avec ces placements sur les crypto actifs ». En cas de non-respect, le ministre de Finances du Cameroun, M. Louis-Paul Motaze, menace de saisir la justice contre les promoteurs et dirigeants de ces sociétés. À la suite de cela la société GIT communique sur la présence d'une « note d'autorisation d'exercer » qui aurait été délivrée en attendant un agrément.

#### Cosumaf en Afrique centrale
En octobre 2020, la Cosumaf, régulateur des organismes financiers en Afrique Centrale, émet une mise en garde contre plusieurs sociétés, dont Global Investment Trading/Liyeplimal, proposant des placements financiers sans pour autant disposer de l'agrément nécessaire,. À la suite de cela, Global Investment Trading communique sur un « dysfonctionnement interne » et affirme avoir approché les autorités pour la mise en place d'une régulation de ses activités,.
Toutefois, le 4 juin 2021, la Cosumaf émet un nouveau communiqué mentionnant le manque d'agrément de plusieurs organismes d'appels à l'épargne et les risques associés. Liyeplimal et Global Investment Trading figurent de nouveau parmi ces organismes,.

#### Crepmf en Afrique de l'Ouest
En mars 2021, le Conseil régional de l'épargne publique et des marchés financiers qualifie les opérations de la société GIT d'irrégulières,,.

#### Banque nationale d'Angola
En août 2021, la Banque nationale d'Angola alerte sur le manque d'agrément d'intermédiaire financier ainsi que sur de possibles fraudes de la plateforme Liyeplimal.

#### Mise en garde des autorités financières canadiennes
Le 29 juin 2021, l’Autorité des Marchés Financiers (AMF) québécoise met en garde les consommateurs contre les agissements de la société GIT au Canada qu'elle qualifie de frauduleux. L'AMF souligne notamment les promesses de rendements irréalistes de Liyeplimal et l'absence d'une quelconque autorisation de la société GIT d'agir en tant que courtier ou conseiller financier au Québec.
Une mise en garde analogue est émise, le 13 juillet 2021, par le régulateur des marchés financier du British Columbia, la British Columbia Securities Commission (en).

#### Avertissements des professionnels des marchés de cryptomonnaie
Le 24 février 2022, la platforme Binance publie sur son compte Twitter francophone Binance Afrique un avertissement accusant l'équipe derrière Liyeplimal d'une arnaque de type rug pull. Le même jour, l'entreprise CertiK, spécialisée en audits de sécurité, accuse Émile Parfait Simb de mensonge, affirmant la non-existence de pourparlers entre Simb et Binance. Sur Twitter CertiK qualifie le projet Liyeplimal d'arnaque et PeckShield Inc. met en garde sur une possible escroquerie de type Ponzi. Peu après, l'entreprise CoinMarketCap avertit ses utilisateurs sur le problème de désactivation des retraits des deux cryptomonnaies appartenant à GIT,.

### Promesses de gains
La société Global Investment Trading ne divulgue pas les cryptoactifs sur lesquelles elle spécule, mais promet un rendement fixe quelle que soit l'évolution des marchés. À titre d'exemple, en janvier 2020, la société proposait son pack Malabo pour 1600 USD affichant un « rendement » annuel de 3 200 USD, soit 200 % (capital compris), gains auxquels s'ajoutent des revenus issus de « plans de compensations » dus au recrutement de nouveaux investisseurs. Ces retours sur investissement sont de multiples fois supérieurs aux taux obtenus par les meilleurs traders dans l'industrie des cryptomonnaies.
De même, les gains dépassent de très loin les rendements attendus dans tous les secteurs dans lesquels Global Investment Trading affirme investir les fonds de ses souscripteurs, comme le transport aérien, l'hôtellerie, l'agriculture et les microcrédits.

### Transfert du siège de GIT à Dubaï[5]
En 2020, le siège de l'entreprise est transféré à Dubaï, capitale économique de l'émirat homonyme, prisée par les sociétés pratiquant du multi-level marketing en raison de sa législation tolérante envers cette pratique (sous condition que des citoyens des Émirats arabes unis ne soient pas ciblés) ainsi que pour son manque d'accords d'extradition avec des États tiers.

## Annonces de plaintes, arrestation, libération et derniers developpements
En 2021, il a été arrêté au Burkina Faso pour « association de malfaiteurs, escroquerie avec appel au public et blanchiment de capitaux ». Il a été rapidement relâché après sa garde à vue sans passer par la Maison d’arrêt et de correction de Ouagadougou.
Le 26 mai 2022, le blogueur et lanceur d'alerte camerounais Boris Bertolt annonce l'interpellation d'́Emile Simb à l'aéroport de Douala, à l'aube,,,. Simb est libéré sous caution le 28 mai. Cette caution aurait été payée pour sa libération et son départ en Centrafrique par Joël Nkouemo, conseiller du président centrafricain Faustin-Archange Touadéra et d’origine camerounaise.
En juin 2022, Simb fait escale pendant quelques jours à Bangui sur invitation du président centrafricain,, puis séjourne en Russie pendant plusieurs semaines avec la délégation officielle centrafricaine.

### Plaintes
Le 23 juin 2022, une plainte pour fraude massive de valeurs mobilières est déposée contre Simb et ses associés par les souscripteurs Liyeplimal d'Amérique du Nord auprès du procureur du district de New Jersey,,.

### Chronologie
Le 5 juillet 2022, l'hebdomadaire Jeune Afrique rapporte un dépôt de plainte au parquet de Paris par un collectif de souscripteurs de quinze nationalités différentes.
- Le 11 mai, un mandat d’amener est lancé contre Émile Parfait Simb par les autorités camerounaises.
- Le 26, il est arrêté à Douala et transféré et mis en garde-à-vue à Yaoundé. Il est libéré sous caution par le parquet du Tribunal de première instance de Yaoundé, centre administratif.
- Une semaine plus tard, Émile Parfait Simb rejoint la Centrafrique, muni d'un passeport diplomatique centrafricain. Sa famille quitte le Cameroun pour Dakar.
- Le 7 juin, le ministère des Affaires étrangères en Centrafrique écrit à l’ambassade de Russie à Bangui pour soutenir une demande de visa pour le compte de Émile Parfait Simb qui prendrait part à un forum économique à Saint-Pétersbourg[6].

### Coaccusés
La plainte des 106 plaignants du 23 juin auprès d’un tribunal fédéral du New Jersey, aux États-Unis, vise Émile Parfait Simb, ses proches et aussi des « coachs » — parrains et autres intermédiaires, rémunérés ou non, qui incitaient leurs proches à investir.
Parmi les personnes poursuivies dans cette plainte, se trouvent les noms de Jacques Landry Bikaï, économiste à la Beac; Claudine Manga et Bernard Bayiha de la SNH à Douala; l’activiste suisso-camerounaise Nathalie Yamb, le député et président du Parti camerounais pour la réconciliation nationale, Cabral Libii ; le procureur de la République auprès du tribunal de grande instance du Wouri Douala, Henri Noël Moukouri Missipo ; Jean-Jacques « Jacky » Moiffo, promoteur de JMTV, une web TV basée en région parisienne.